# Autobaterie

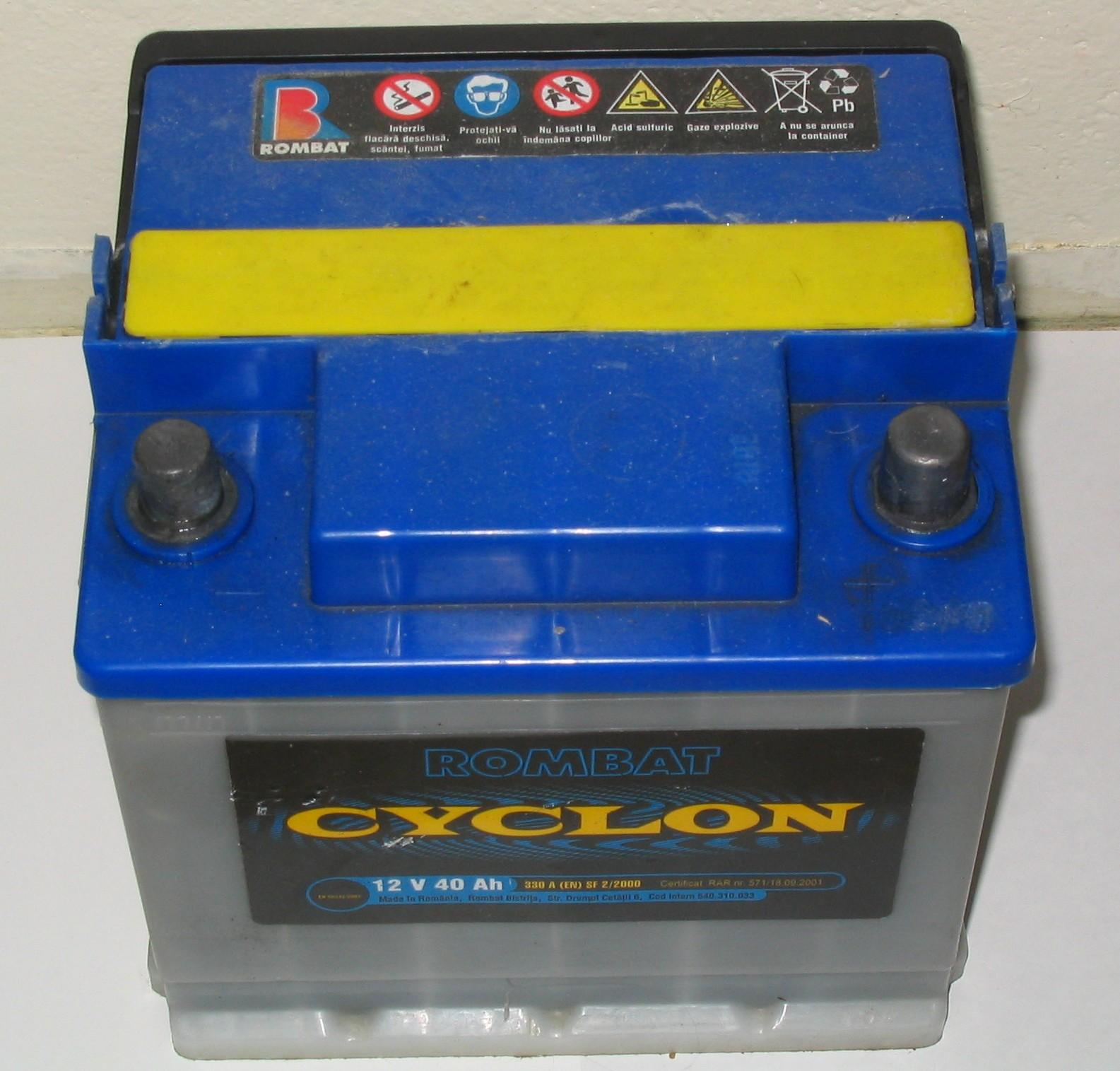
Běžná autobaterie

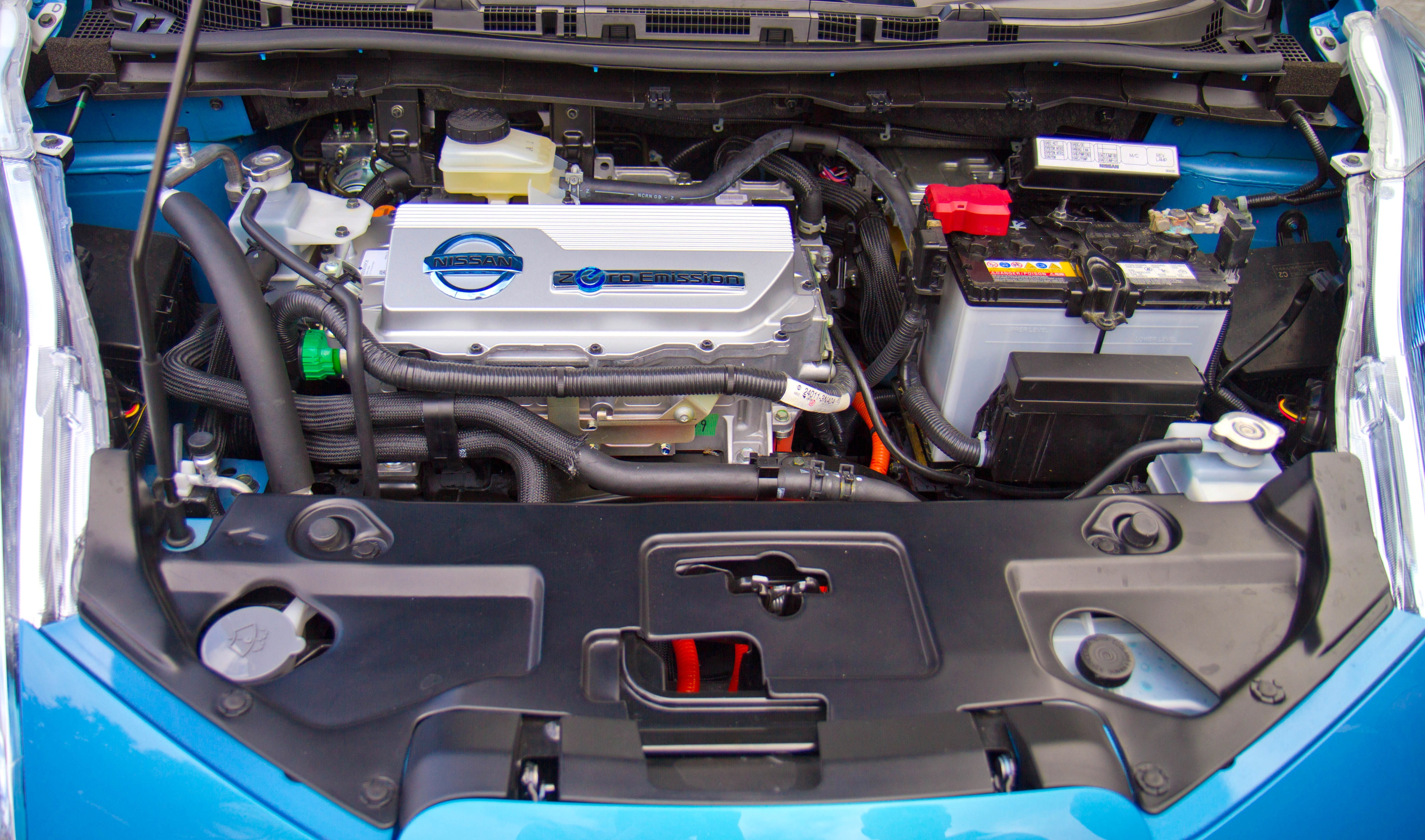
Umístění autobaterie v motorovém prostoru automobilu (Nissan Leaf 2011)

Autobaterie (někdy také obecněji akumulátor) je zdroj elektrické energie v motorových vozidlech se spalovacím motorem, jejímž primárním úkolem je nastartovat motor. Jedná se o chemický zdroj elektrické energie. Z autobaterie se energie dodává pouze, je-li motor v klidu. Pokud motor běží, tak je zdrojem elektrické energie alternátor či dynamo a baterie je dobíjena. Autobaterie je sestavena z článků, každý má napětí přibližně 2,1 V. Olověný akumulátor se skládá z nádoby (z plastu), deskových elektrod (kladná - PbO2, záporná - houbovité olovo), separátoru (deska z elektricky nevodivého materiálu, která je vložena mezi dvě elektrody), a elektrolytu (obvykle H2SO4 + H2O, při hustotě 1,285 kg/dm3). Olovo se používá kvůli schopnosti dodat najednou velký proud (při startování vozidla) bez poškození. V roce 2010 nabídla společnost Porsche pro své automobily startovací akumulátor na bázi Li-ion akumulátoru. Tato baterie vážila 6 kg (byla o 10 kg lehčí než olověná), ale stála v přepočtu 65 000 korun.

## Údržba
Autobaterii prospívá časté používání. Pokud ji dlouho nepoužíváme, na elektrodách dojde k zatvrdnutí PbSO4 (sulfataci). Baterii nabíjíme v dobře větraných prostorech, protože při nabíjení se uvolňuje vodík a kyslík (proto také u nabíjené baterie nemanipulujeme s ohněm, nejiskříme a nekouříme). Nabíjíme zdrojem stejnosměrného proudu stejným napětím, jaké má baterie, proudem o velikosti jedné desetiny kapacity baterie. Pokud se nejedná o bezúdržbovou baterii, je potřeba občas zkontrolovat hladinu elektrolytu, popřípadě dolít destilovanou vodou. Vývody baterie by měly být čisté (bez koroze), svorky dobře utažené a s vývody nakonzervované.[zdroj?]

## Životnost
Pokud nedojde k fyzickému poškození (např. proražení nádoby), bývá průměrná životnost mezi 4–6 lety, přičemž záleží na údržbě a na způsobu používání. Pokud dojde k vybití článků pod 1,75 V, je baterie nevratně poškozená. U moderních automobilů jsou však autobaterie namáhány výrazně více, než dříve a životnost se tak snižuje. V zimním období je autobaterie nejvíce namáhána, proto je třeba její stav častěji kontrolovat.[zdroj?]

## Recyklace
Protože jsou vysloužilé autobaterie nebezpečným odpadem, je nutné je ekologicky likvidovat. Buď se odevzdávají prodejci nových autobaterií nebo se dají i prodat firmám, které se zabývají recyklací kovů, protože autobaterie jsou dobrým zdrojem olova.[zdroj?]

## Výměna
Autobaterii lze vyměnit, může to však způsobit ztrátu paměti některých funkcí elektroniky anebo přepnutí řídící jednotky např. do nouzového režimu.[zdroj?] Po odpojení baterie také nebude fungovat centrální zamykání.

## Dobíjení
Z hlediska baterie je nejproblémovější kombinace častého startování a jízdy na krátké vzdálenosti. Při tomto stylu užívání nemá akumulátor šanci se plně dobít. Pro navrácení energie pro jedno startování je nutné ujet cca 50–60 km. Podchlazený akumulátor se začne dobíjet v momentě, kdy dosáhne tzv. provozní teploty. K té dojde až po ujetí 10–30 km.
Orientační úroveň nabití autobaterie lze určit podle svorkového napětí. Viz tabulka:
| Napětí na svorkách | Úroveň nabití  |
| ------------------ | -------------- |
| 12,6–12,9 V        | 100 %          |
| 12,4–12,5 V        | 75 %           |
| 12,1–12,2 V        | 50 %           |
| 11,9–12,0 V        | 25 %           |
| 11,8 V             | vybitý         |
| < 10,5 V           | hluboce vybitý |

Autobaterie je v autě dobíjena alternátorem. U moderních automobilů se vyskytuje systém variabilního dobíjení šetřící spotřebu, takže autobaterie je dobíjena převážně jen při brzdění.

## Jak prodloužit životnost
Ve vozech nejčastěji používané konvenční olověné akumulátory s elektrolytem je vhodné udržovat. Životnost bude prodloužena pravidelným doléváním destilované vody tak, aby její hladina sahala 10 mm nad desky. Stále častěji používané gelové baterie fungují na podobném principu, ale elektrolyt u nich má gelovou formu.

## Typy a hlavní rozdělení autobaterií

### Standardní autobaterie
Vhodné pro starší typy vozidel osobních i nákladních. Často vyráběné jako tzv. hybridní s nízkou potřebou údržby a minimálním odparem. Často mají prodlouženou kontrolní periodu.

### Bezúdržbová autobaterie
Jako legovací prvek olova mřížky využívají např. Ag, Ca, Sn, ap. jejich výhodou je vyšší výkon při startu vozidla, prodloužená životnost baterie a dobré snášení vysokých nabíjecích proudů u moderních vozidel. Jsou často uzavřené, bez možnosti kontroly hladiny elektrolytu. Nevýhodou je špatná reakce na hluboké vybití u kterého často dochází k poškození autobaterie. Vhodné jsou pro osobní i nákladní automobily.

### Trakční autobaterie
Trakční baterie jsou určené pro napájení stabilním stejnosměrným proudem různých zařízení. Používají se nejčastěji např. pro lodě, obytné přívěsy, karavany, zvedací zařízení a další druhy vozíků. Jejich zesílené mřížky dovolují dlouhodobé vybíjení bez poškození samotné autobaterie. Poskytují životnost několika set vybíjecích a nabíjecích cyklů. U těchto baterií je nutné pravidelně dolévat destilovanou vodu a skladovat je pouze při plném nabití.

## Výroba v českých zemích
Tradice výroby akumulátorů v českých zemích začíná rokem 1903, kdy zde nově založená Společnost pro všeobecnou výrobu akumulátorů, a. s., v Mladé Boleslavi zahájila výrobu olověných akumulátorů AKUMA. Po vzniku samostatné Československé republiky byly zakládány české podniky ASTA v Radotíně, v Praze firma Bratři Svobodové a firma Lorenc a Sabath, ve Slaném Továrna na elektrické baterie a články PALABA Jaroslava Pály. Další, Pražská akumulátorka, a.s. byla založena 1. 1. 1922.
Znárodněná Pražská akumulátorka, n.p. měla pobočné závody v České Lípě, v Raškovicích u Frýdku-Místku, v Radotíně, ve Strašnicích a přechodně i v Ústí nad Labem, v Březnici a v Šuranech na Slovensku. Další podnikatelé v oblasti elektrozařízení, autosvětel a autobaterií, např. SMOLÍK a spol., Pley-Andreadis, ASO, bratři Mrázové nebo Hofman a Koukal (HOKO), se po roce 1948 stali součástí nově vznikajících družstev mj. VDA - výrobní družstvo autoprůmyslu Praha. Hlavním výrobním programem VDA se stala výroba, opravy a nabíjení akumulátorů. V roce 1961 došlo z rozhodnutí nadřízených ke sloučení VDA a dalších malých družstev s Autodružstvem Praha. Výroba baterií dále probíhala pod značkou VDA, ale kontakty v rámci technické i obchodní spolupráce s tehdejší Pražskou akumulátorkou n. p. Samostatná výroba baterií byla v rámci Autodružstva ukončena v roce 1975.
Dnem 1. července 1988 byl zrušen název Pražská akumulátorka, n. p., a byla založena firma Akuma, státní podnik. Po listopadu 1989 projevovaly o Akumu zájem přední akumulátorky z celého světa. Přednost dostal dr. Milan Sládek, majitel švýcarské firmy Caminor Holding. Nejprve byla společně založena akciová společnost AKUPLAST a zahájena výstavba haly na výrobou plastových nádob a vík na autobaterie. Dnem 1. září 1991 byla Akuma, s. p., rozdělena na tři samostatné státní podniky: AKUMA, s. p. Mladá Boleslav, se závodem Strašnice, AKUCEL, s. p. Česká Lípa, a FERAK, s. p. Raškovice. Tím skončila spolupráce v rámci dřívějšího podniku a firmy si začaly navzájem konkurovat. Každý z nově vzniklých státních podniků byl následně privatizován podle vlastního privatizačního projektu.
AKUCEL, s. p. Česká Lípa zanikl 6. dubna 1992. Transformován od 13. května 1992 jako AUTOBATERIE, spol. s r.o., dceřiná firma VB Autobatterie GmbH Hannover. Od 15. prosince 2007 jako Johnson Controls Autobaterie spol. s r.o. a vyrábí autobaterie VARTA. FERAK, s. p. Raškovice vznikl 30. srpna 1991, zanikl 20. července 1995. Nyní jako Saft Ferak a.s. vyrábí baterie pro železniční a staniční aplikace. AKUMA, a. s. vznikla 19. srpna 1992. Od roku 1998 jako Fiamm Automotive Czech, a. s. a je součástí italského koncernu Fiamm, který od roku 2008 vyrábí autobaterie AKUMA v Itálii.